# Nocne marki

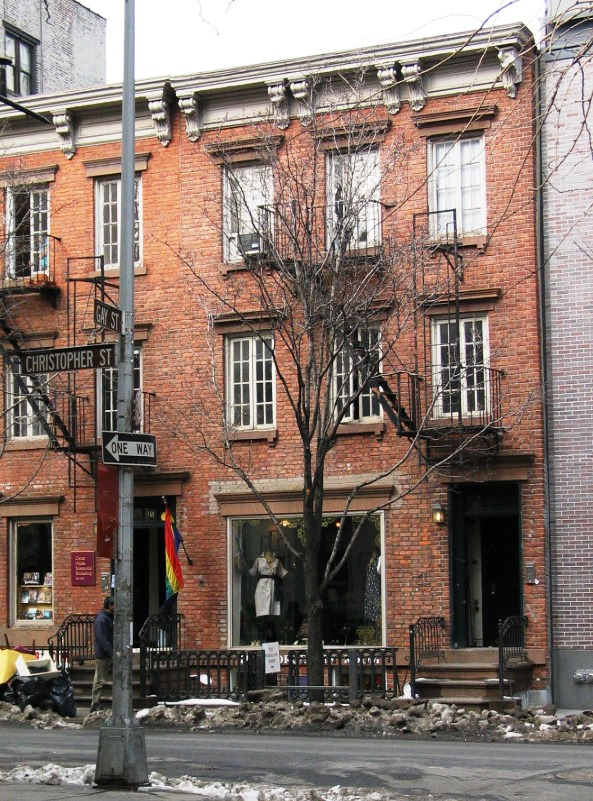
Skrzyżowanie dwóch ulic w nowojorskiej dzielnicy Greenwich Village z architekturą typową dla tej części Manhattanu

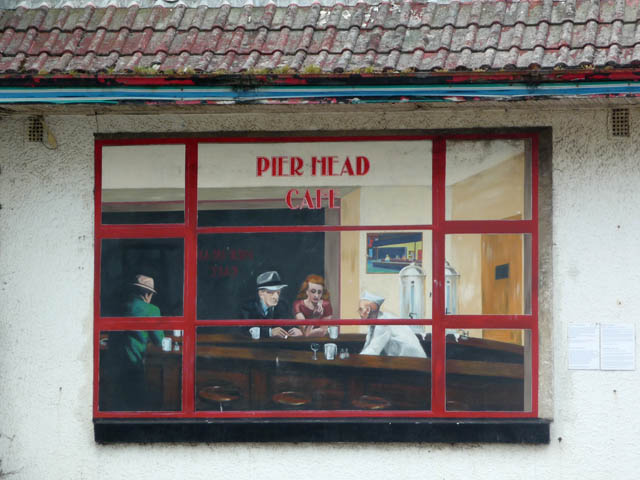
Fresk na ścianie Pier Head Cafe w brytyjskim mieście Swanage, wzorowany na obrazie Edwarda Hoppera Nighthawks

Nocne marki (ang. Nighthawks, dosł. „Nocne jastrzębie”) – obraz olejny autorstwa Edwarda Hoppera, przedstawiający cztery osoby przebywające w tradycyjnej amerykańskiej restauracji. Po kilku miesiącach od ukończenia został nabyty przez Art Institute of Chicago za sumę trzech tysięcy dolarów i znajduje się tam do dzisiaj.

## O obrazie
Krótko po swoim wejściu w związek małżeński, Edward Hopper, wraz z żoną – Josephine, prowadził dziennik, w którym szkicował ołówkiem każdy z własnych obrazów wraz z dokładnym opisem niektórych detali technicznych. Josephine Hopper dodawała później dodatkowe informacje, w których naświetlone są elementy tematyki każdego z obrazów. We fragmencie dziennika dotyczącym Nocnych jastrzębi można przeczytać, że początkowo Hopper planował zatytułować go Night Hawks (a nie Nighthawks), a także, że obraz został ukończony 21 stycznia 1942. Notatki Josephine opisują ze szczegółami przedstawioną scenę; zawierają też sugestię, że tytuł nawiązuje do kształtu nosa mężczyzny siedzącego przy barze.
Sama scena była zainspirowana wyglądem pewnej restauracji w Greenwich Village – części Manhattanu, z której pochodził Hopper.

### Opis i tematyka
Hopper rozpoczął prace nad obrazem wkrótce po japońskim ataku na Pearl Harbor (do którego doszło 7 grudnia 1941). Wydarzenie to doprowadziło do powszechnego w całej Ameryce stanu melancholii i depresji. Ulice wokół restauracji przedstawionej na obrazie są puste. Nikt spośród gości nie prowadzi rozmowy. Mężczyzna siedzący tyłem do oglądającego trzyma szklankę z wodą, a jednocześnie obok łokcia ma kubek z kawą. Jedyny pracownik obsługi wydaje się albo mówić coś do mężczyzny z papierosem, albo spoglądać przez okno znajdujące się za klientem. 
Ogromnie intrygująca jest niemal nieuchwytna relacja pomiędzy parą siedzącą przy barze. Kobieta apatycznie podnosi do ust kawałek jedzenia, jakby mechanicznie, bez apetytu. Mężczyzna, któremu rondo kapelusza przysłania puste oczy, pozwala by papieros sam się wypalił. Jednak kompozycja ich ramion i dłoni sugeruje subtelną czułość. Prawa ręka mężczyzny i lewa kobiety tworzą dokładnie lustrzany kąt, z niemal prostopadłym ułożeniem przedramion. Ta geometryczna harmonia jest częścią cichego języka obrazu.
Róg restauracji jest zaokrąglony; zaokrąglona tafla szkła pokrywa dwie ze ścian budynku. Światło z restauracji przenika na otaczającą ją ulicę. Ten portret współczesnego miejskiego stylu życia jako życia pełnego samotności, odosobnienia i poczucia zagubienia jest powszechny w dziełach Hoppera.
Można zauważyć, że z restauracji nie ma wyjścia: nie ma żadnych widocznych drzwi. Autor obrazu zaprzeczył, aby zrobił to intencjonalnie, powiedział jednak: „podświadomie prawdopodobnie malowałem samotność w dużym mieście”.
Nad restauracją widnieje reklama cygar marki Phillies.

## Wpływ na kulturę masową
Obraz jest uważany za jeden z najbardziej rozpoznawalnych dzieł współczesnego amerykańskiego malarstwa, doczekał się niezliczonej ilości odniesień i parodii w każdej niemal dziedzinie sztuki – literaturze, filmie, telewizji, rysunku, plakacie, rzeźbie czy muzyce. W 1975 amerykański muzyk Tom Waits wydał album płytowy Nighthawks at the Diner nawiązujący do obrazu Edwarda Hoppera. 
W 2005 powstała strona Nighthawks Forever, próbująca podsumować wszystkie odniesienia do tego dzieła.